# Mahó Andrea
Mahó Andrea (Budapest, 1979. február 21. –) Jászai Mari-, EMeRTon- és Artisjus-díjas magyar színművésznő, énekesnő, szinkronszínésznő. 
2001-ben végzett Gór Nagy Mária színitanodájában.
Azóta játszik, játszott: a Győri Nemzeti Színházban, a Budapesti Operettszínházban, a Madách Színházban, a Székesfehérvári Vörösmarty Színházban valamint a Pesti Magyar Színházban.
Hangjával és tehetségével elvarázsolta már Michel Schönberg, Sir Andrew Lloyd Webber, világhírű zeneszerzőket, Rhoda Scott világhírű orgonaművészt, José Cura operaénekest. Pályája kezdete óta, töretlen sikerrel emelkedik az ismert és elismert művészek közé. Hangja, egyénisége, kifinomult stílusa és színpadi jelenléte meghatározó élményt nyújt a rajongóinak. Szereti a műfajok közötti átjárást, a hagyományos komolyzene és a könnyedebb stílusú dalokat is nagy örömmel adja elő. Rendszeresen jótékonykodik.
2020-ban Jászai Mari-díjjal tüntették ki, és megszületett első gyermeke Anna Róza.

## Életpályája
A szakközépiskola elvégzése után egy szinkronszínészképzőbe jelentkezett, majd énekelni tanult Bojtor Katalinnál, és beiratkozott Gór Nagy Mária színitanodájába.
Később a Győri Nemzeti Színházhoz szerződött, ahol az első énekes szerepét kapta meg A nyomorultakban (Cosette). A következő évben már az Operettszínház is felfigyelt rá, és megkapta az Operettszínház és Thália Színház közös produkciójában a főszerepet, a West Side Story Mariáját. Egy operettben is kapott lehetőséget hogy megmutathassa hogy nem csak musicalekben állja meg a helyét, a Mosoly országa című darabban játszott. Ezután megkapta Andrew Lloyd Webber Az Operaház Fantomja című darabjának főszerepét (Christine). Ez hozta meg számára az igazi sikert. A bemutató után a Madách Színház kiadta Az Operaház Fantomja magyar CD-változatát is, melyen Mahó Andrea is énekel. ” I am a huge fan of Andrea’s. She was wonderful a Christine in “The Phantom of the Opera” equally great in the entirely different role of Mary in “The Beautiful Game”. She is a major talent.” “Nagy rajongója vagyok Andreának. Csodálatos volt Christine-ként az Operaház Fantomjában és ugyanúgy nagyszerű egy teljesen eltérő szerepben, Mary-ként a Volt egyszer egy csapatban. Ő egy kiemelkedő tehetség.”( Sir Andrew Lloyd Webber ) 2003-ban az Operettszínház bemutatta a Rómeó és Júlia sikerdarabot, melyben a második szereposztásban játszhatta el Júlia szerepét, majd ismét egy operettben, a Mária főhadnagyban kapott főszerepet. Ebben az időszakban kapta meg Győrött a Leányvásárban Lucy szerepét is.
Első szakmai elismerését 2003-ban kapta meg, Az év musical-énekese lett (eMeRTon-díj). 2005-ben újabb Webber-darab érkezett Magyarországra, Volt egyszer egy csapat címmel, ebben a darabban Mary szerepét játszhatta el. A bemutató után egy évvel a Madách Színház elkészítette a darab magyar CD-jét is, melyen ő is énekel. Az Operettszínházban is kapott egy új szerepet, a Szépség és a szörnyeteg című musicalben Belle-t játszhatta el. Győrben eljátszotta a Büszkeség és balítélet című darabban Jane szerepét, valamint a Chicagóban Roxie-t. 2008-ban megkapta a Madách Színházban játszott Anna Karenina című musicalopera Kitty szerepét, valamint ismét játszhatott a Győri Nemzeti Színházban, szerepelt az Isten pénze című darabban, és főszerepet játszott a Pinokkió című zenés előadásban is. 2008 őszén a Művészetek Palotájában Andrew Lloyd Webber 60. születésnapjának tiszteletére koncertet adott a Madách Színház, melyben Mahó Andrea is közreműködött. 2007-ben Artisjus zenei díjat kapott.
2016-2019 között a Színház- és Filmművészeti Egyetem drámainstruktor szakos hallgatója volt.
2023-ban a Disney 100 magyarországi koncertjén ő volt ez egyetlen magyar női színművész, akit kiválasztott a produkció, hogy az eseményen énekeljen.
A Haccacáré produkcióban Simon Panna, Csengeri Attila és Káel Norbert mellett is sikereket ért el.

## Magánélete
Polgári családból származik, édesanyja varrónő, édesapja autószerelő. Egy nővére van. Nagyon szoros és  jó kapcsolatot ápol a családjával. A nagy szerelem későn érkezett az életébe, de érdemes volt várnia, hisz egy csodálatos kislány született a kapcsolatból. 2020 januárjában jelentette be, hogy babát vár. 2020. április 10-én megszületett kislánya, Anna Róza. Élete főszerepét játssza azzal, hogy anya lett. Elégedett, kiegyensúlyozott és boldog életet él.

## Lemezei
- Az operaház fantomja (2003)
- Volt egyszer egy csapat (2005)
- Más lesz a holnap – szóló (2007)
- Jó reggelt napfény – szóló (2008)
- Mit tehetnék érted – szóló (2012)

## Díjai, elismerései
- EMeRTon-díj (2003)
- Artisjus-díj (2007)
- Jászai Mari-díj (2020)

## Színházi szerepei
- A.L.Webber: Az operaház fantomja – Christine
- A.L.Webber: Volt egyszer egy csapat – Mary
- Presgurvic: Rómeó és Júlia – Júlia
- Bernstein: West Side Story – Maria
- Schönberg: Miss Saigon – Kim
- Menken: Szépség és a Szörnyeteg – Belle
- Schönberg: Nyomorultak – Cosette
- Kander – Ebb: Chicago – Roxy Hart
- Tolcsvay: Isten pénze – Belle
- Kocsák: Anna Karenina – Kitty
- Várkonyi: Egri Csillagok – Éva
- Huszka: Mária főhadnagy – Mária
- Huszka: Lili bárónő – Lili
- Zerkovitz: Csókos asszony – Pünkösdi Kató
- Lehár: A mosoly országa – Mi
- Kálmán: Marica grófnő – Liza
- Ábrahám: Bál a Savoyban – Madeleine
- Talcsvay: Mária Evangéliuma – Mária
- Molnár: Liliom – Lujza
- Jane Austin: Büszkeség és balítélet – Jane
- Collodi – Litvai: Pinokkió – Pinokkió
- Elton- Rice: Aida – Aida
- Eisemann: Fekete Péter – Claire
- Sherman, Travers: Mary Poppins – Mary
- Shaw, Lerner, Loewe: My Fair Lady - Eliza
- Bakonyi, Szirmai, Gábor: Mágnás Miska - Rolla
- Rodgers, Hammerstein, Lidsay, Crouse: A muzsika hangja - Maria
- Dés, Nemes, Böhm, Korcsmáros- Horváth: Valahol Európában - Éva
- Martin, Stevenson, Jilo, Adenberg: A kincses sziget - Fanny Ousbourne/Mrs. Hawkins

## Filmek, sorozatok
- Barátok közt

## Sorozatbeli szinkronszerepek
- H2O: Egy vízcsepp elég: Cleo Sertori – Phoebe Tonkin
- H2O: Vízcseppből varázslat: Cleo Sertori
- Gossip Girl – A pletykafészek: Gossip Girl – Kristen Bell
- A hős legendája: Kahlan Amnell – Bridget Regan
- Monster High: Amanita (Kriptaszökevény)
- The Pacific: A hős alakulat - Mary Houston Philips, Gwen
- A jeges élet: Carol Baker - January Jones

## Anime/Rajzfilm szinkron
- Blood+: Iréne
- Dóra, a felfedező: Dóra
- Go Diego, Go!: Click
- LoliRock: Iris
- Nodame Cantabile: Szaku Szakura
- Dóra és barátai: Dóra
- Ralph lezúzza a netet: Hófehérke
- Münchhausen báró csodálatos kalandjai: Irina
- Hattyúhercegnő 3.: Odette hercegnő
- Balto 3.: Jenna
- Tell, a Vilmos: Sissy
- Hattyúhercegnő karácsonya: Odette hercegnő
- A 7. törpe: Piroska
- Blinky Bill - A film: Pukkancs
- Barbie- Csillagok között: Mesélő
- Óriásláb fia: Tina